# Publicación válida
En Taxonomía y Nomenclatura, la publicación válida es un requisito para nombrar o describir un nuevo taxón para la ciencia. Los requerimientos para que el nombre de un taxón esté validamente publicado se hallan establecidos en el Código Internacional de Nomenclatura Botánica y en el Código Internacional de Nomenclatura Zoológica.
Los reqerimientos son los siguientes:
- El taxón debe ser nombrado. El nombre científico debe ser en latín (o latinizado), en formato binomial si es una especie, y uninomial si es de otra categoría por arriba de especie. El nombre no debe haber  sido utilizado para ningún otro taxón dentro de la Botánica si es una planta o dentro de la Zoología si es un animal.
- La categoría taxonómica debe estar claramente indicada.
- Debe ser designado un tipo nomenclatural. Para una especie se asigna un "ejemplar tipo" y el herbario en el cual permanecerá depositado. Para los taxones pertenecientes a categorías taxonómicas superiores a especie, se asigna como "tipo" el nombre de uno de los taxones de categoría inferior, pertenecientes al taxón.
- En el caso de la Botánica la descripción de la especie debe estar acompañada por una diagnosis en latín, o debe estar indicado el lugar donde esté la descripción en latín. En Zoología no es necesaria la descripción en latín.
- Toda esta información debe ser "efectivamente publicada". Esto es, debe ser publicada donde pueda ser accesible para otros científicos, como una revista científica, o un libro. No se consideran "efectivamente publicadas" si toda esta información se da a conocer por cualquier otro medio (en un catálogo de semillas, en un diario, por correo electrónico, u otros medios efímeros de publicación).

Una vez cumplidos todos estos requerimientos el nombre de la especie se considera "válidamente publicado". 
Como ejemplo del nombre de una especie válidamente publicado se utilizará a Canna ascendens, una cannácea nativa de Argentina, dada a conocer por primera vez por la botánica María de las Mercedes Ciciarelli.
En primer lugar se establece el nombre científico, se indica la categoría taxonómica (sp. nov., es la abreviatura para "especie nueva", en latín) y se establece el tipo nomenclatural (el ejemplar Ciciarelli 5 que está depositado en LP, o sea, el herbario del Museo de La Plata, Buenos Aires)

Canna ascendens sp. nov. TIPO: Argentina. Buenos Aires. San Pedro, Panamé, 12-12-1986, Ciciarelli 5 (holotipo LP).

A continuación se provee la diagnosis en latín:

Plantae terrestres. Rhizoma subterraneus, repente. Folia integerrima viridis, ascendens, herbacea, laevis, nitida, ovata-lanceolata, apice acutae, retortae, basi acutae decurrentes, inaequalis; venatio eucamptodroma; cuticula striata, ceracea. Inflorescentia politelicae deminuta, cymosae, 0-1(2) paracladiis. Flores rosae aurantiaci; sepala 3, imbricata, rosa virentia; petala 3, basi connata tubiformia; staminodia 3, oblanceolata, rosa aurantiacia; labellum oblanceolatum reflexum, rosa aurantiaceo, rubra maculatum adaxiales; stylum rosa aurantiaceo. Pollinis grana globosa, echinulata, innaperturata. Capsulae ellipsoideae vel ovoideae, extrapapillosae. Semina maturae fuscato-nigra, nítida, quasi sphaerica. Canna variegatifolia affinis, a qua imprimis differt statura minore et foliis minoribus semper ascendens, viridibus, non variegati, inflorescentia deminuta, flores aurantiaci, semina minore, nitida.

y, finalmente, la descripción en español (por brevedad se transcribe solamente el principio y el final de la misma):

Plantas terrestres, de 2-2,5 m de altura. Rizomas de (2)4 (5) cm de diámetro, crasos subterráneos, monopodiales, con nudos cubiertos por catafilos castaños y entrenudos blanquecinos; abundantes raíces abaxiales. Ejes erectos adaxiales con vainas foliares grandes, adpresas, algo carinadas, glabras, verdes. Hojas concolores verdes, glabras, de 15-50 (60) cm de longitud x 7-18 (20) cm de......... Tubo floral de hasta 2,6 cm de longitud. Granos de polen esféricos, equinados, inaperturados, de 80 (86) 90 µm de diámetro. Fruto cápsula, ovoide, de hasta 3 x 2,5 cm, externamente papilosa. Semillas casi esféricas, de 0,6 a 0,8 cm de diámetro, de color castaño oscuro a negro a la madurez, lisas.